# Gunnólfsvíkurfjall
Gunnólfsvíkurfjall är ett berg i republiken Island. Det ligger i regionen Norðurland eystra, 400 km nordost om huvudstaden Reykjavík. Toppen på Gunnólfsvíkurfjall är 719 meter över havet.
Gunnólfsvíkurfjall är den högsta punkten i trakten. Trakten runt Gunnólfsvíkurfjall är nära nog obefolkad, med mindre än två invånare per kvadratkilometer. Närmaste större samhälle är Þórshöfn, omkring 13 kilometer nordväst om Gunnólfsvíkurfjall. Trakten runt Gunnólfsvíkurfjall består i huvudsak av gräsmarker.

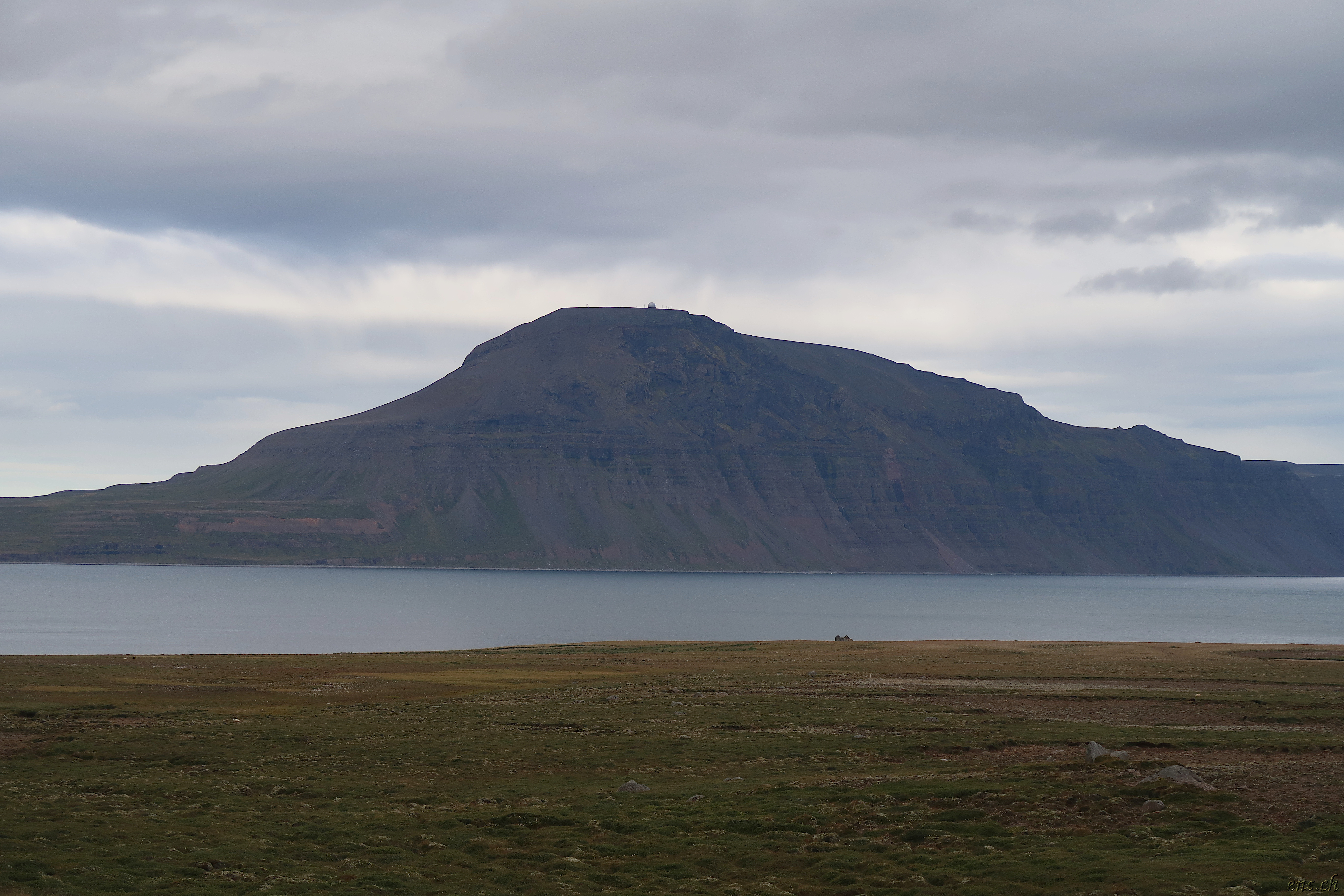
Gunnólfsvíkurfjall

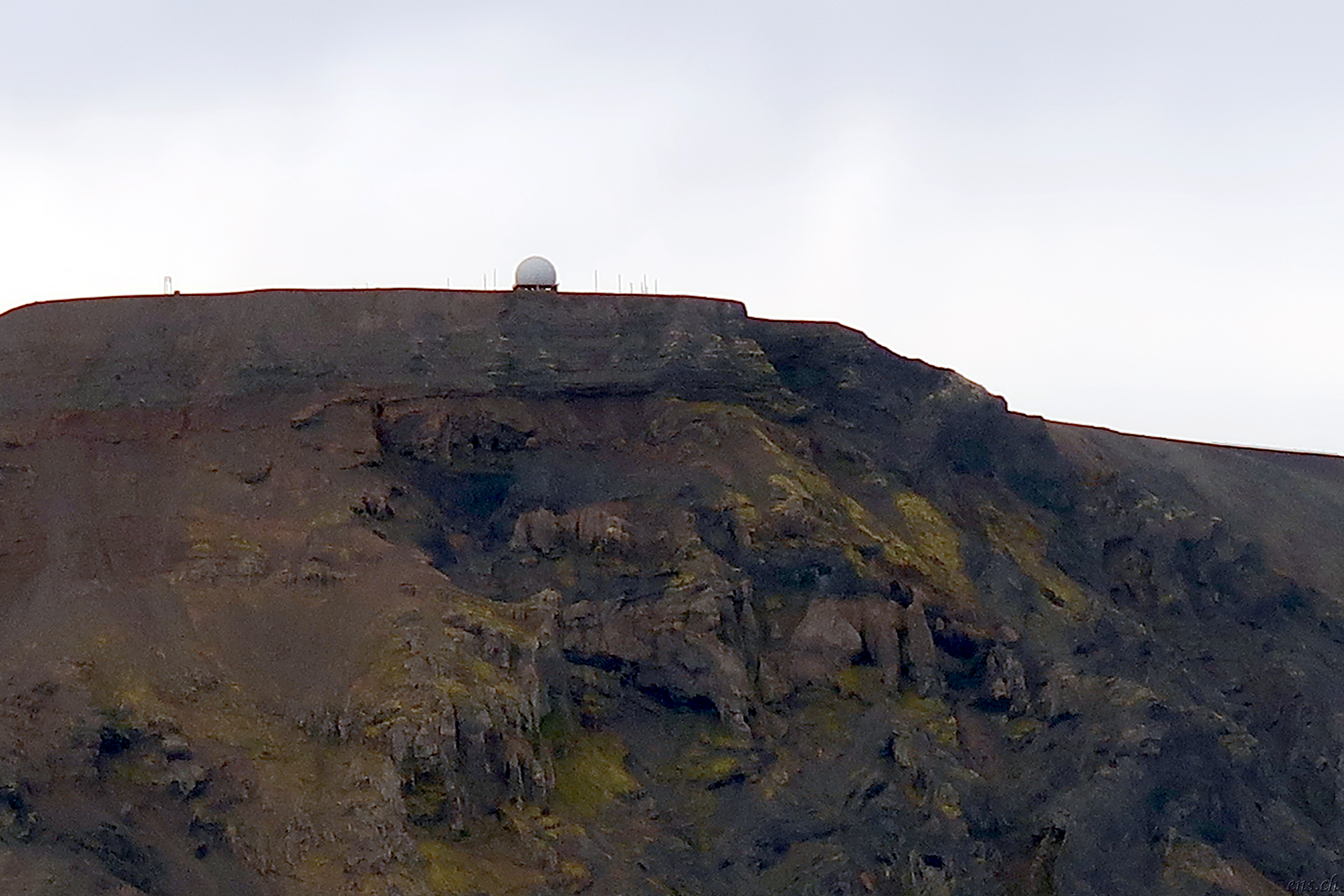
Radarstation